# Alfa-Metilserotonin
α-Metilserotonin (αMS, α-metil-5-hidroksitriptamin, α-metil-5-„HT“, 5-hidroksi-α-metiltriptamin, 5-HO-αMT), je triptaminski derivat blisko srodan neurotransmiteru serotoninu (5-HT). On deluje kao neselektivni agonist serotoninskog receptora i ekstenzivno se koristi u naučnim istraživanjima funkcije serotoninskog sistema.
Za razliku od serotonina, αMS nije metabolisan monoamin oksidazom zato što α-metil substituent blokira pristup enzima aminu. Posledica toga je da on ima mnogo duži poluživot. Slično serotoninu, αMS u maloj meri prolazi kroz krvno-moždanu barijeru zbog svoje slobodne hidroksilne grupe, tako da ima slabe mentalne efekte.

## Literatura
1. ↑  Ismaiel AM, Titeler M, Miller KJ, Smith TS, Glennon RA (1990). „5-HT1 and 5-HT2 binding profiles of the serotonergic agents alpha-methylserotonin and 2-methylserotonin”. Journal of Medicinal Chemistry. 33 (2): 755—8. PMID 2299641.
2. 1 2  „Erowid Online Books : "TIHKAL" - #48 a-MT”.
3. ↑  Diksic M, Nagahiro S, Sourkes TL, Yamamoto YL (1990). „A new method to measure brain serotonin synthesis in vivo. I. Theory and basic data for a biological model”. Journal of Cerebral Blood Flow and Metabolism. 10 (1): 1—12. PMID 2298826.

|  | Molimo Vas, obratite pažnju na važno upozorenje u vezi sa temama iz oblasti medicine (zdravlja). |